# Merionoeda evidens
Merionoeda evidens är en skalbaggsart som beskrevs av Holzschuh 2003. Merionoeda evidens ingår i släktet Merionoeda och familjen långhorningar. Inga underarter finns listade i Catalogue of Life.